# Sujeto (gramática)
En sintaxis, el sujeto  es una clase de argumentos verbales o sintagmas requeridos por los verbos finitos no impersonales en las lenguas nominativo-acusativas y, por lo tanto, es uno de los elementos destacados de la mayoría de oraciones en esas lenguas. Pueden existir sujetos pasivos y sujetos activos.
En las lenguas ergativas frecuentemente se sigue usando el término sujeto para el único participante de una intransitiva, aunque su funcionamiento sintáctico  en cierto modo es opuesto a como funcionan los sujetos en lenguas nominativo-acusativas.
En las predicaciones intransitivas, el sujeto es el único participante de la predicación verbal, por lo que en este tipo de predicaciones y desde el punto de vista semántico o lógico el sujeto designa el objeto, animal, persona o cosa abstracta de la cual la oración es una predicación. 
Semánticamente, el sujeto puede tener muchos papeles temáticos diferentes: agente, paciente, experimentador, causa, etc. Morfológicamente puede tomar diversos casos: nominativo, absolutivo, ergativo, etc. Sintácticamente, según el análisis generativista más reciente, se considera que ocupa la posición sintáctica de especificador del sintagma oracional o sintagma de tiempo.
En las lenguas con concordancia desinencial entre verbo y participante sujeto, como es el caso del español, se reconoce el sujeto como el núcleo del sintagma nominal que suele concordar en número, y casi siempre en persona, (en algunas lenguas también en género), con el núcleo del sintagma verbal o nominal predicativo.
Dado el comportamiento extraño del «sujeto» en las lenguas ergativas, desde el punto de vista de los hablantes de lenguas nominativo-acusativas, una terminología más adecuada habría sido hablar de argumento interno y argumento externo para describir sintácticamente el comportamiento de las oraciones transitivas. En ambos tipos de lenguas las oraciones intransitivas tienen solamente argumento externo o «sujeto».

## Identificación del sujeto
El sujeto es un concepto sintáctico, y aunque en ciertas lenguas pueden usarse criterios fonéticos, morfológicos e incluso semánticos para identificarlo, todos estos últimos son falibles por lo que la identificación de sujeto debe atenerse en lo posible a la sintaxis. 
En español, por ejemplo, el sujeto de un verbo en voz activa suele cumplir que:
- aparece antes que el verbo en las oraciones afirmativas.
- semánticamente es un agente activo.

Sin embargo, en una oración como «Me gustan mucho los helados en verano», no se cumple ninguno de los dos anteriores criterios. Por esa razón conviene usar un criterio puramente sintáctico, como por ejemplo la concordancia gramatical, así si consideramos las oraciones alternativas:
Me gustan mucho los helados en el verano.
Me gusta mucho el helado en el verano.
Me gustan mucho los helados en los veranos.
Se aprecia que el único elemento que obligatoriamente concuerda con el verbo en número es precisamente el sujeto, que en este caso ni ocupa el primer lugar en la oración ni es un agente activo.

### Criterios morfosintácticos
En muchas lenguas del mundo toda oración completa requiere la presencia de un sujeto explícito. En otras lenguas por el contrario se acepta la posibilidad de que no exista un elemento fonéticamente realizado que pueda ser interpretado como sujeto (lenguas pro-drop), en estos casos se habla de sujeto elíptico. Finalmente en algunas lenguas no existe sujeto semántico asociado en las oraciones genuinamente impersonales (las relacionadas por ejemplo con verbos meteorológicos: llueve, nieva, ...). Sin embargo, en las lenguas de sujeto explícito obligatorio suele aparecer un pronombre expletivo en la posición usual de sujeto, como sucede en francés e inglés:
(1a) It rains
(1b) Il pleut
(1c) Ø llueve
En (1a) y (1b) aparecen los «pronombres expletivos» it y il que no tienen referente real (es decir, semánticamente vacíos). 
Los tipos de sujetos existentes de acuerdo a criterios morfosintácticos son:
- Sujeto expreso o explícito, que aparece en la oración: Pedro come manzanas.
- Sujeto tácito, omitido o elíptico, el cual no tiene realización explícita en la oración. En español muchas veces es reconocible por la desinencia del verbo, como en «comía peras» que puede referirse a «yo, usted, él o ella», no siendo completamente eliminada la ambigüedad. Un subtipo de este tipo de sujetos es:
  - Sujeto indeterminado, aquel que no puede determinarse, porque no se desea revelar o por desconocimiento del hablante. Por ejemplo, en la oración «mataron al vendedor», el sujeto no necesariamente es ellos, ya que pueden ser ellas o ustedes.
- Sujeto expletivo realizado por un pronombre de tercera persona, expresado pero sin significado real (en español no existe este tipo de sujetos, aunque sí aparecen en inglés, francés y alemán).

### Criterios semánticos
Un criterio de identificación semántica del sujeto es ver, de entre todos los nombres (más exactamente sintagmas nominales), cuál de ellos tiene un referente que pueda ser experimentador o agente de la predicación del verbo. Si el verbo tiene forma pasiva, entonces el sujeto puede ser también paciente.
- Sujeto agente es el que realiza, controla o preside la acción que ejecuta el verbo, y por tanto aparece siempre en las oraciones activas: Pedro come peras / El rey ganó la regata.
- Sujeto paciente es el que padece la acción realizada por el verbo y ejecutada por un complemento agente con la preposición por o de, que puede aparecer u omitirse; por eso es el sujeto de las oraciones pasivas: «La circulación fue desviada por la carretera (por el policía de tráfico)». «El paciente fue operado por el doctor». «Lorca era conocido de todos» . «Se vende piso».
- Sujeto causativo es el que no ejecuta directamente la acción, pero la preside: «Felipe II construyó El Escorial».

Otro tipo de sujeto sintácticamente complejo es el
- Sujeto compuesto, aquel cuyo sintagma nominal posee dos núcleos: «Pedro y Luis salieron a pescar».
- Experimentador es el elemento que designa a un participante de la predicación verbal que no es un partícipe consciente o voluntario del estado o proceso predicado por el verbo. Generalmente los sujetos de las oraciones intransitivas que designan estado o actividad mental son experimentadores.

## Sujeto en sintaxis
En la gramática tradicional la oración se consideraba una estructura sintáctica exocéntrica, en la que ni el sujeto ni el predicado eran núcleo de la oración, siendo la oración la unión de dos sintagmas de diferente tipo. De hecho se suponía que una oración tendría una estructura simple del tipo:
Sin embargo, en el análisis generativista resultó más fácil hacer generalizaciones y formular algunos principios sintácticos, encontrados en las lenguas del mundo, suponiendo que todo sintagma es endocéntrico, en la línea la hipótesis de la X'-barra. En este tipo de análisis se considera que el sujeto es el especificador de un sintagma de tiempo y, por tanto, sujeto a los principios de rección y ligamiento regulados por el núcleo de tiempo. En este análisis la oración no es otra cosa que el sintagma que es proyección máxima del núcleo de tiempo, que está formado por los morfemas o marcas de TAM:
Además en el nuevo análisis suele aceptarse la hipótesis del sintagma determinante no como un sintagma nominal. Como los pronombres aislados tienen el rasgo [+determinado] eso explicaría porqué un pronombre aislado puede ser también sujeto.

## El sujeto en español
En español, para saber qué constituyente es sujeto en una oración cualquiera basta con cambiar de número al verbo: la palabra que debe cambiar de número para que la frase tenga sentido es el sujeto:
A mí me gustan mucho los partidos de fútbol
A mí me gusta mucho el partido de fútbol
El sujeto es el sintagma los partidos de fútbol, porque hay que cambiar de número a su núcleo para que «no suene mal», es decir, la oración resulte gramaticalmente interpretable.
Según otro criterio de la gramática tradicional, para localizarlo hay que preguntar ¿quién? o ¿quiénes? al verbo. Ejemplo:
Alberto conducía a gran velocidad
Sin embargo, este último criterio de tipo semántico y conduce a problemas en oraciones de cierta complejidad como:
Me gusta escuchar a María.
Ocasionalmente también el criterio de concordancia puede fallar con sintagmas cuyo referente son colectivos:
La mayoría de personas lo considera aceptable (concordancia normal)
La mayoría de personas lo consideran aceptable (concordancia anómala)
El llamado sujeto inclusivo es aquel que no concierta en persona, pero sí en número con el verbo:
Los españoles somos así
El sujeto posee generalmente una estructura de sintagma nominal, sin embargo, un caso peculiar son los sujetos introducidos por entre o hasta, como en:
«Entre Pedro y Luis acabaron la tarea»
«Hasta Paco quiso venir» .
Aunque tome apariencia de sintagma preposicional, «entre... y...» cumple función de nexo coordinante y «hasta» no es preposición ya que no rige el caso del pronombre, decimos
(a) «Hasta yo puedo hacerlo»
pero no
(b) «Hasta mí* puedo hacerlo». En la teoría generativa puede admitirse que entre y hasta no son propiamente preposiciones (ya que no asignan caso como se aprecia en (a), si la preposición asignara caso tendríamos (b)), sino elementos colocados en dentro del sintagma complementante para modificar la fuerza ilocutiva de la oración.

## Sujeto en la teoría lingüística
Por otra parte, en la antigua gramática transformacional se definía el sujeto como el constituyente sintáctico (usualmente un sintagma nominal) dominado inmediatamente por la oración. Más recientemente la gramática generativa ha modificado ese hecho y considera que el sujeto usualmente ocupa la posición del especificador del sintagma de tiempo (o el sintagma de inflexión, dependiendo la versión de teoría usada).
El sujeto, dependiendo de qué lengua, es o no un elemento imprescindible en la oración según no exista o sí exista un morfema claro que lo indique, de forma que, por ejemplo, en francés e inglés es preciso siempre especificarlo con un pronombre sujeto si no hay un sintagma nominal que lo represente. En español puede muchas veces omitirse, denominándose entonces sujeto elíptico: «Todos los días voy al trabajo» (Sujeto elíptico o tácito, yo). También se habla en este caso de sujeto desinencial (presente en la desinencia del verbo).

### Oraciones impersonales
En las llamadas oraciones impersonales, el sujeto no se realiza porque no es necesario, no interesa o no aporta ninguna información relevante, de forma que queda indeterminado:
Llueve
Huele a rosas
Se vive bien aquí
Hay muchos problemas de matemáticas
Basta con dos
Sin embargo, las lenguas en las que el sujeto es indispensable para construir una oración gramatical pueden utilizar pronombres expletivos como en la expresión inglesa «it rains».

### Lenguas ergativas
Las lenguas ergativas muestran peculiaridades en el comportamiento de sus «sujetos» y «objetos», en particular:
- Muchas lenguas ergativas carecen de una voz pasiva (en que se puede hablar del que sufre una acción omitiendo los agentes responsables) y en su lugar tienen una voz antipasiva (en la que se puede hablar de quienes son agentes responsables de algo, sin explicitar a quien se lo hacen).
- En ciertos casos de omisión sintáctica, las lenguas ergativas pueden omitir el «paciente» (realmente el argumento externo). En una lengua nominativo-acusativa resulta natural decir algo como:

(1) «El hombrei llegó y Øi vio a la mujer».
Donde en la segunda oración se omite hombre. Pero en una lengua ergativa pura esa construcción es agramatical en la diátesis normal, por lo que en caso de la omisión de un argumento en la segunda parte de la oración se dice algo como:
(2) «La mujeri llegó y el hombre fue el que vio Øi»
En una lengua ergativa se podría omitir totalmente «mujer» en la segunda oración cosa que no es posible en español donde necesitamos hacer algo como la mujeri llegó y el hombre lai vio donde el pronombre la en la segunda no es omitible. Sólo si se pasa a la pasiva se puede decir algo como «La mujeri llegó y Øi fue vista» (donde ahora sí se omite completamente «mujer» en la otra oración). De la misma manera decir algo como (1) en una lengua ergativa, omitiendo «hombre» totalmente requeriría el uso de la voz antipasiva. Se puede ilustrar esto con ejemplos del dyirbal o yirbal una lengua aborigen de Australia:
(3a) Balan dugumbili baniñu, bangul yarangu Øi buran
ART.ABS mujer.ABS (elidido:mujer) venir.PSD, ART.ERG hombre.ERG ver.PSD
«La mujer vino, [y] el hombre la vio»
(3b) *Bayi yarai baniñu, Øi balan dugumbil buran
ART.ABS hombre.ABS venir.PSD, (elidido:hombre) ART.ABS ver.PSD
«El hombre vino, y vio a la mujer».
La primera de estas oraciones (3a) tiene la forma (2) y es perfectamente gramatical y natural en dyirbal, sin embargo (3b) tiene la forma (1) y está mal formada en dyirbal.